# Sahariyah
Sehriyeh (tiếng Ả Rập: صهرية) là một ngôi làng Syria ở phó huyện Qalaat al-Madiq thuộc huyện al-Suqaylabiyah, Hama. Theo Cục Thống kê Trung ương Syria, Sehriyeh có dân số 959 người trong cuộc điều tra dân số năm 2004. Cư dân của nó chủ yếu là người Hồi giáo Sunni.